# Duché de Sieradz
1231 – 1339
Entités précédentes :
- Duché de Łęczyca

Entités suivantes :
- Royaume de Pologne

Le duché de Sieradz, (en polonais : Księstwo sieradzkie) est un ancien duché de la Pologne médiévale. Sieradz en est la capitale.

## Les ducs de Sieradz
- Lech II le Noir (1261–1288)
- Ladislas Ier de Pologne (1288–1299)
- Venceslas II de Bohême (1299–1305)
- Venceslas III de Bohême (1305–1306)
- Ladislas Ier de Pologne (1306–1327)
- Przemysl d'Inowrocław (1327–1339)

## Sources
- (en) Cet article est partiellement ou en totalité issu de l’article de Wikipédia en anglais intitulé « Duchy of Sieradz » (voir la liste des auteurs).